# Яшода

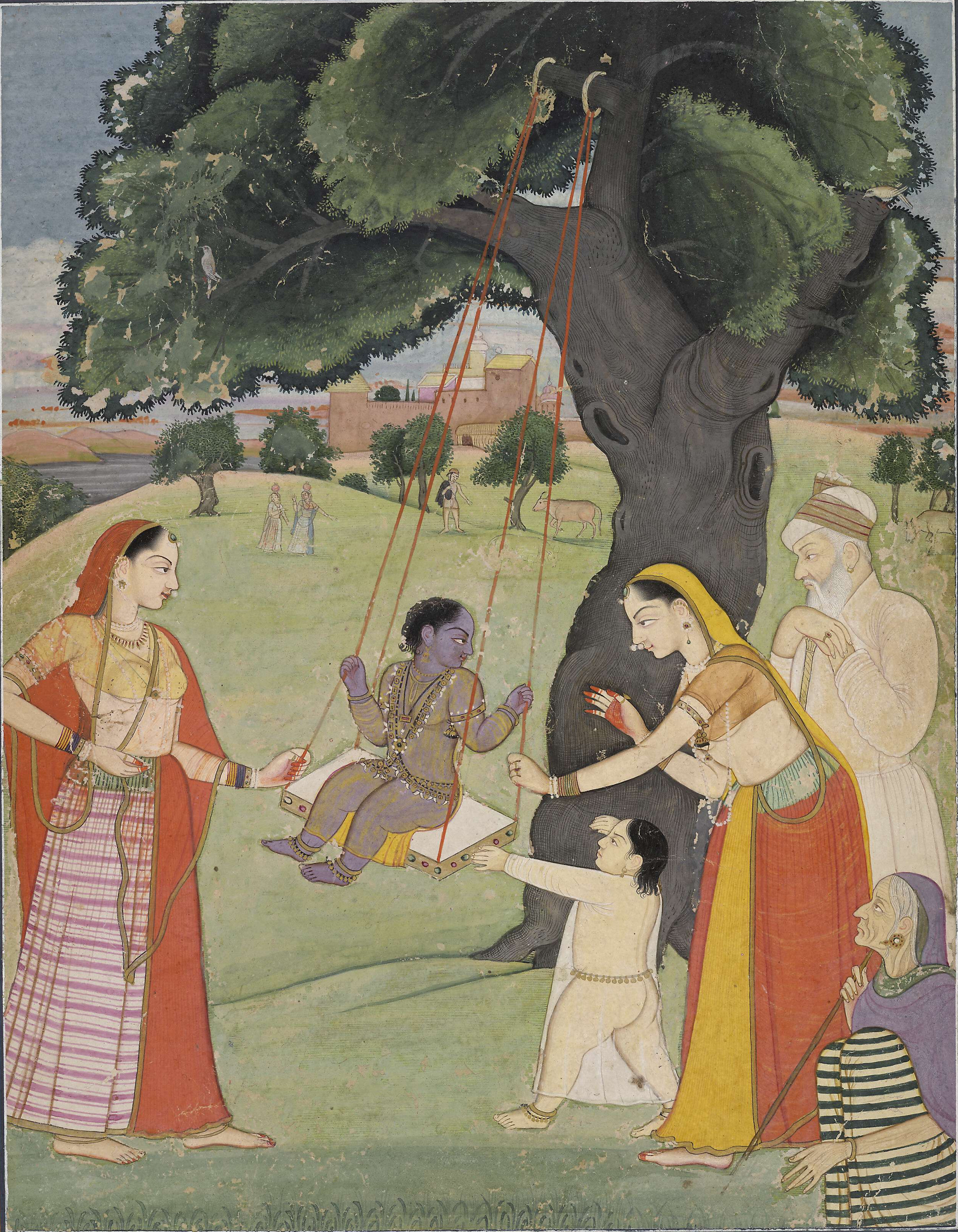
Яшода й Нанда катають маленького Крішну на гойдалках

Яшо́да (санскр. यशोदा) — дружина Нанди в пуранічних текстах Індуїзму. У «Бгаґавата-Пурані» описується як Яшода стала прийомною матір'ю Крішни. Його, відразу ж після народження, був переданий батьком Васудевою Яшоді й Нанді в Гокулі, з метою захистити немовля від переслідувань брата Девакі — демонічного царя Камси.
У текстах індуїзму існує багато різних історій про дитячі ігри Крішни в домі Нанди і Яшоди. Найбільш відомі з них — це коли Крішна показав матері Яшоді весь Усесвіт у себе в роті, і коли він вкрав масло, за що Яшода прив'язала його до дерев'яної ступи. У цих історіях Яшода найбільш сильно виявляє глибоку прихильність і любов до Крішни в умонастрої ватсалья чи батьківської любові.
Яшода також зіграла важливу роль у вихованні Баларами (сина Рохіні) та його сестри Субхадри. Також описується, що у неї була власна дочка на ім'я Екананга.